# Hällforsens dämningsområde
Hällforsens dämningsområde är en sjö i Lycksele kommun i Lappland och ingår i Umeälvens huvudavrinningsområde. Sjön har en area på 0,16 kvadratkilometer och ligger 212,4 meter över havet. Sjön avvattnas av vattendraget Umeälven.

## Delavrinningsområde
Hällforsens dämningsområde ingår i det delavrinningsområde (716983-163578) som SMHI kallar för Rinner till Hällforsens Dämningsomr. Medelhöjden är 248 meter över havet och ytan är 9,27 kvadratkilometer. Det finns inga avrinningsområden uppströms utan avrinningsområdet är högsta punkten. Avrinningsområdets utflöde Umeälven mynnar i havet. Avrinningsområdet består mestadels av skog (60 procent). Avrinningsområdet har 0,08 kvadratkilometer vattenytor vilket ger det en sjöprocent på 0,9 procent. Bebyggelsen i området täcker en yta av 2,93 kvadratkilometer eller 32 procent av avrinningsområdet.